# چبوق‌لو
چبوق‌لو (به لاتین: Çubuqlu) یک منطقه مسکونی در جمهوری آذربایجان است که در شهرستان قوسار واقع شده است. چبوق‌لو ۴۵۹ نفر جمعیت دارد.